# Петър Искров
Петър Искров е български политик от Българската комунистическа партия (БКП).

## Биография
Петър Искров е сред групата млади активисти, които заемат ръководни позиции при болшевизацията на партията на тесните социалисти в началото на 20-те години. През 1923 година е сред ръководителите на Българския комунистически младежки съюз и се отнася скептично към провеждането на Атентата в църквата „Света Неделя“.
След последвалия атентата разгром на БКП Искров е сред най-висшите партийни функционери, останали в страната. На Втората партийна конференция през 1928 година той е начело на група млади активисти, които остро критикуват партийните лидери Георги Димитров и Васил Коларов като „десни опортюнисти“ и макар мнозинството от делегатите да не ги подкрепят, успяват да издействат връщането на Централния комитет в България. Конфликтът между двете групи продължава с поредица взаимни доноси пред Коминтерна, който през лятото на 1929 година се опитва да посредничи между тях в търсене на компромис.
От 1929 година Петър Искров е сред представителите на БКП в Изпълнителния комитет на Коминтерна и прекарва дълги периоди в Москва. Делегат е на Седмия конгрес на Коминтерна в началото на 1935 година. През лятото на 1937 година, в разгара на Голямата чистка, той е принуден да представя пред Димитров и Коларов поредица от все по-крайни самокритики („Разбрал позора на своите грешки, за мен сега няма по-свята задача от тая да се включа в работата на партията по изчистването на авгиевите обори на левосектантската идеология“), които те последователно отхвърлят като недостатъчни.
Към края на 1937 година по препоръка на Георги Димитров Искров е изключен от Задграничното бюро. Малко след това е арестуван от съветската политическа полиция и след направени след мъчения самопризнания е осъден на смърт. Екзекутиран е през януари 1938 година.